# Grafkelder van de Friese Nassaus

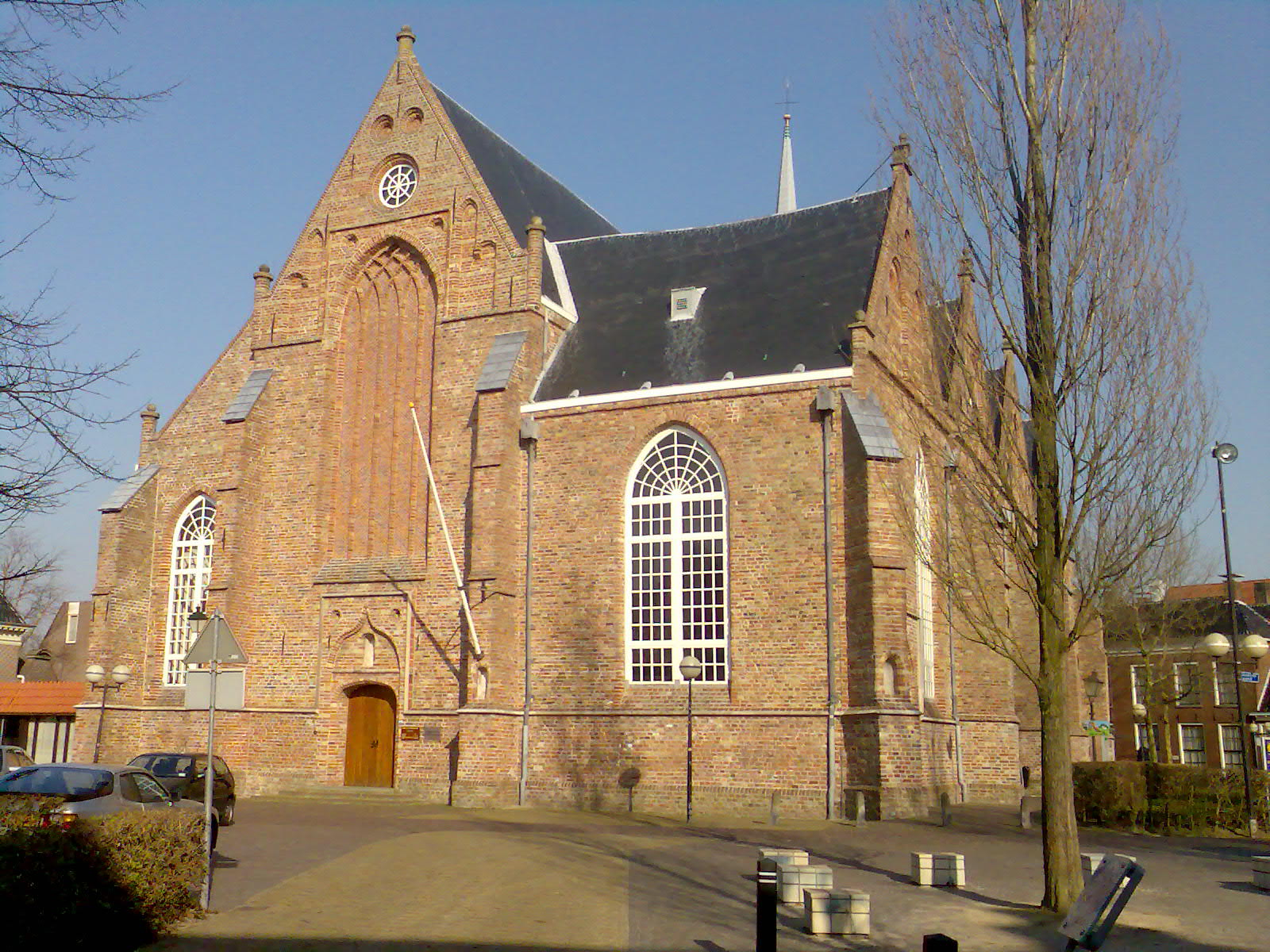
Grote of Jacobijnerkerk

De grafkelders van de Friese Nassaus bevinden zich in de Grote of Jacobijnerkerk in Leeuwarden.
De in Leeuwarden en Groningen residerende stadhouders van Friesland en Groningen, de graven van Nassau-Dietz, bezaten sinds 1591 onder het koor van de kerk een grafkelder, die in 1640 en in 1696 werd uitgebreid. Hier werden tussen 1588 en 1765 twaalf lijkkisten bijgezet. In de kapel boven de kelder stonden nog eens zes kisten. Leeuwarden behoort met Delft en Breda tot de drie Nederlandse steden met een koninklijke grafkelder.

## Bijgezet in de oude kelder

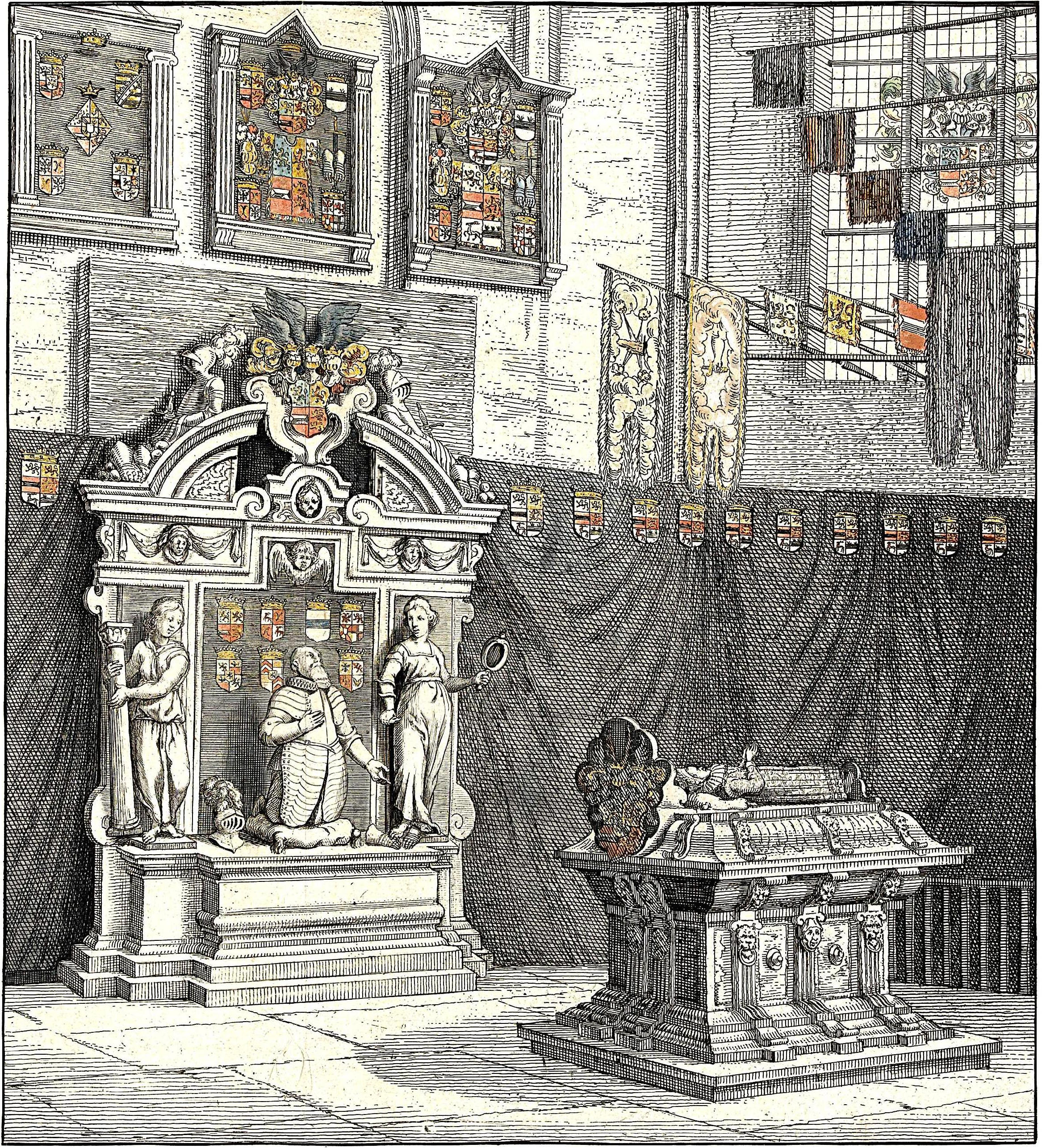
Grafmonument van Willem Lodewijk van Nassau-Dillenburg in de Grote of Jacobijnerkerk, in 1634

- Anna van Nassau 1563-1588, dochter van Willem van Oranje en Anna van Saksen en de vrouw van Willem Lodewijk.
- Elisabeth van Nassau-Dietz 1614-1614, dochter van Ernst Casimir van Nassau-Dietz en Sophia Hedwig van Brunswijk-Wolfenbüttel
- Willem Lodewijk van Nassau-Dillenburg 1560-1620, zoon van Jan VI van Nassau-Dillenburg (Jan de Oude) en diens eerste vrouw Elisabeth van Leuchtenberg
- Maurits van Nassau-Dietz 1619-1628, zoon van Ernst Casimir van Nassau-Dietz en Sophia Hedwig van Brunswijk-Wolfenbüttel
- Elisabeth Friso 1620-1628, dochter van Ernst Casimir en Sophia Hedwig van Brunswijk-Wolfenbüttel
- Ernst Casimir van Nassau-Dietz, Dillenburg 22 december 1573 – Roermond 2 juni 1632, zoon van Jan VI van Nassau-Dillenburg

## Bijgezet in de nieuwe kelder (vanaf 1640)
- Hendrik Casimir I 1612-1640, zoon van Ernst Casimir van Nassau-Dietz en Sophia Hedwig van Brunswijk-Wolfenbüttel
- Sophia Hedwig van Brunswijk 1592-1642, echtgenote van Ernst Casimir van Nassau-Dietz
- Willem Frederik 1613-1664, zoon van Ernst Casimir en Sophia Hedwig van Brunswijk-Wolfenbüttel
- Sophia Hedwig 1664-1667, dochter van Willem Frederik van Nassau-Dietz
- Albertine Agnes 1634-1696, echtgenote van Willem Frederik van Nassau-Dietz 1613-1664
- Willem Georg Friso 1685-1686, zoon van Hendrik Casimir II van Nassau-Dietz

De kelder was nu vol. Henriëtte Amalia van Anhalt-Dessau, weduwe van Hendrik Casimir II liet de kelder in 1696 uitbreiden met een tweede ruimte. Deze kon niet worden gebruikt, want zij stond steeds vol water. Daarom werd in overleg met het gemeentebestuur gekozen voor het bovengronds bijzetten van Hendrik Casimir II. Het koor of barehock, in feite een ruimte rechts van het koor van de kerk, zou nu een "choor of sepulture voor de Fürstelijke en Doorluchtige familie" worden. De kisten werden boven de grond bewaard zoals dat in Denemarken en Noord-Duitsland wel vaker gebeurde.

## Bijgezet in de bovengrondse kapel (vanaf 1696)
- Hendrik Casimir II 1657-1696, zoon van Willem Frederik van Nassau-Dietz, echtgenoot van Henriëtte Amalia van Anhalt-Dessau
- Johan Willem Friso 1687-1711, zoon van Hendrik Casimir II van Nassau-Dietz, echtgenoot van Marie Louise van Hessen-Kassel
- Anna van Oranje-Nassau 1746-1746, dochter van Willem IV van Oranje-Nassau
- Marie Louise van Hessen-Kassel 1688-1765, echtgenote van Johan Willem Friso van Nassau-Dietz

## Volkswoede in 1795

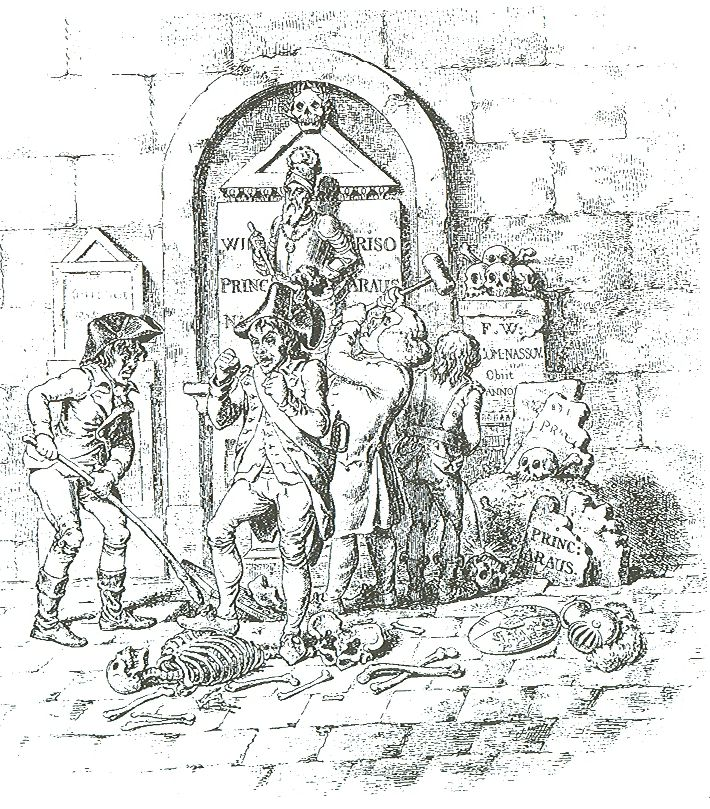
Volkswoede in 1795. De burgers van Leeuwarden vernielen de graven van het Huis Nassau-Dietz

Friesland, tenminste in de ogen van de patriotten, werd in 1795 van het juk van de Oranjes en hun adellijke kliek bevrijd. Het gewest volgde nu het voorbeeld van het revolutionaire Frankrijk. Het stadsbestuur van Leeuwarden verordonneerde dat "alle distinctieve eeretekenen en wapenborden als onbestaandbaar met gelijkheid en vrijheid moeten worden weggenomen". Op 1 augustus sloegen bouwmeester Stapert en steenhouwer Feyens het grafmonument van Willem Lodewijk van Nassau-Dillenburg en dat van Anna van Oranje, een liggende gepolychromeerde gisant, aan gruzelementen. Ook de rouwborden en wapenkasten werden vernield.
Nu wreekte zich de opvallende bovengrondse begraafwijze van de Nassaus. Hun fraaie kisten werden op 16 augustus door een door Stapert aangevoerde revolutionaire menigte opengebroken. Men vertrapte de tinnen en loden kisten en voerde het materiaal weg om het om te smelten. Op de door een voorbijganger opgeraapte schedel van Marie Louise na werden alle beenderen in de natte kelder geworpen.
De kapel werd consistoriekamer en de graven werden vergeten. In 1841 bezocht koning Willem II Leeuwarden en informeerde naar de graven van zijn voorouders. Toen werd een onderzoek ingesteld naar de kelder. Daarop werd op 24 september 1842 de grafkelder geopend. Die bleek vol water te staan. Nadat het water was weggepompt werden er veel verspreide overblijfselen gevonden, kisthout en twee doodskisten die redelijk intact waren. Volgens het proces-verbaal waren de lichamen van Marie Louise en Hendrik Casimir intact en waren er ook andere knoken in de natte kelder aangetroffen. De kelder werd gelucht en gewit en in twee nieuwe "groote vorstelijke doodskisten" werden de aangetroffen resten opnieuw in de kelder opgebaard.
Merkwaardigerwijs liet in 1878 de douairière Baron van Heemstra aan de Nederlandse regering weten dat zij de schedel van Marie Louise bezat. Deze bevond zich in de nalatenschap van haar man in een zwart kistje met de opschrift "Marie Louise Vorstin van Hessen Kassel Douairière van Frislands zesde Stadhouder Johan Willem Friso, Prins van Oranje enz. enz. enz.".Op het kistje waren ook haar geboorte, huwelijks- en sterfdatum vermeld. De baron had de schedel in 1830 van een Fries gekregen.
Minister Heemskerk liet de schedel, overigens in alle stilte, in de kist van Marie Louise plaatsen, maar daarin bevond zich al een schedel.

## Restauratie

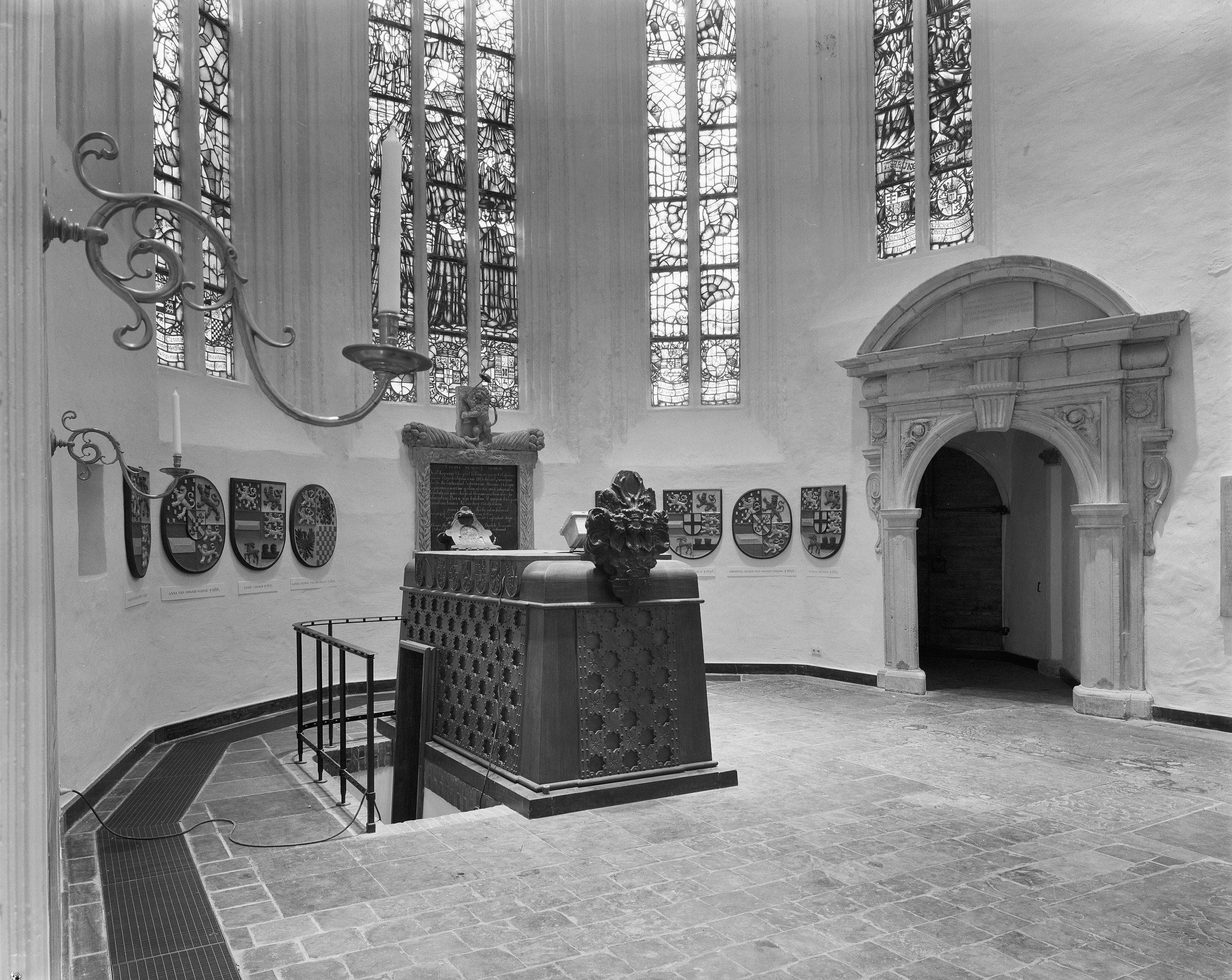
Aanzicht van de houten tombe na de reconstructie, met rechts het gerestaureerde stadhouderlijke poortje

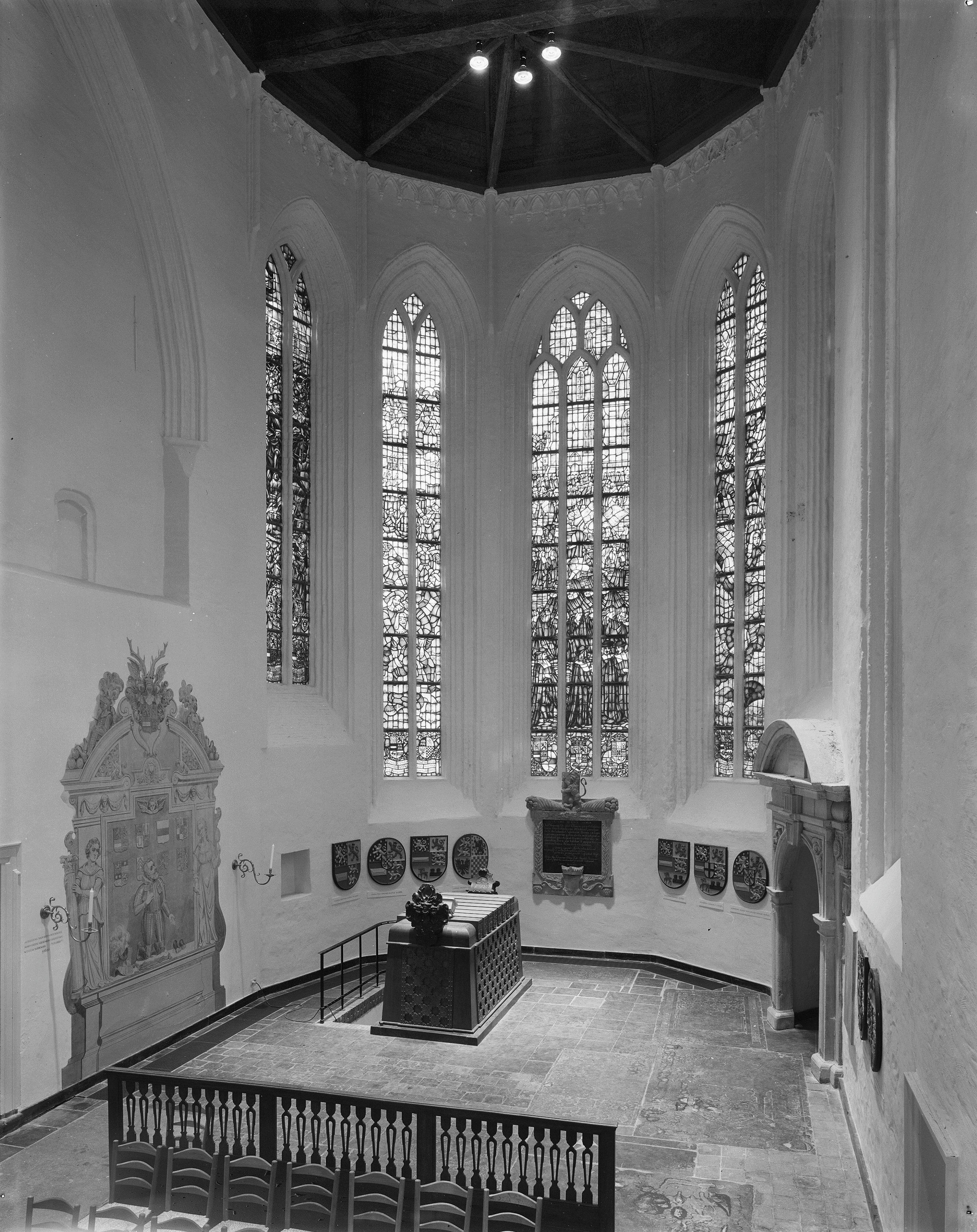
Van bovenaf met links op de muur het gereconstrueerde monument van Willem Lodewijk van Nassau-Dillenburg

De koorruimte van de kerk werd lange tijd gebruikt als een soort portaal, totdat zij in 1948 ter gelegenheid van het jubileum van Wilhelmina op initiatief van rijksarchivaris A.L. Heerma van Voss (1894-1948) werd gerestaureerd. Het stadhouderlijke poortje van het koor werd hersteld en op de muur kwam een reconstructie, geschilderd in grijstinten, van het monument van Willem Lodewijk van Nassau-Dietz. Op de muren kwamen tien wapenschilden en boven de kelder werd een grote houten tombe geplaatst waarin de toegang naar de kelder werd gemaakt. In 1963 werden een viertal gebrandschilderde ramen onthuld. Drie van Cor Reisma (het sneuvelen van Ernst Casimir bij Roermond, de bijzetting van Willem Frederik en het verdrinken van Johan Willem Friso bij de Moerdijk) en één (het bevrijdingsraam WO II) van Dick Osinga. Tijdens de kerkrestauratie (1971-'76) schonk de Ottema-Kingma Stichting nog een tweetal ramen, die waren ontworpen door Jos de Ridder uit Haarlem. Zij kwamen op de plaats van twee dichtgemetselde vensters en hebben als onderwerp Willem Lodewijk en prinses Maria Louise van Hessen-Kassel.

## Meer grafkelders
- Lijst van grafkelders van het huis Nassau